# Shag Musa Medani
Shag Musa Medani (arabisch شاج موسى مدني; * 17. Oktober 1948) ist ein ehemaliger sudanesischer Leichtathlet.
Er trat bei den Olympischen Sommerspielen 1972 in München über 10.000 m sowie im Marathonlauf an. Im 10.000-Meter-Lauf schied er im Vorlauf aus; den Marathonlauf konnte er nicht beenden.